# Sebastian Aldén
Sebastian „Sebban” Aldén, właśc. Carl Sebastian Jörgen Aldén (ur. 7 listopada 1985 w Västerås) – szwedzki żużlowiec.

## Kariera
W Polsce występował w następujących klubach: 
- Kolejarz Rawicz (2004 i 2009–2011)
- Start Gniezno (2006),
- ZKŻ Zielona Góra (2007),
- RKM Rybnik (2008)

## Osiągnięcia

### Indywidualne mistrzostwa świata juniorów na żużlu
| Osiągnięcia: | Osiągnięcia: | 14. miejsce w 2006 | 14. miejsce w 2006 | 14. miejsce w 2006 | 14. miejsce w 2006 |
| Sezon        | Miasto       | Msc                | Pkt                | Biegi              | Uwagi              |
| 2006         | Terenzano    | 14                 | 4                  | (2,2,0,0,d)        |                    |

### Starty wGrand Prix
| Statystyki        | Statystyki |
| ----------------- | ---------- |
| Starty            | 1          |
| Zwycięstwa        | 0          |
| Miejsca na podium | 0          |
| Finalista         | 0          |
| Punkty            | 0          |

| Sezon | Numer | 1   | 2   | 3     | 4   | 5   | 6   | 7      | 8   | 9   | 10  | 11  | Msc. | Pkt. |
| ----- | ----- | --- | --- | ----- | --- | --- | --- | ------ | --- | --- | --- | --- | ---- | ---- |
| 2007  | 18    | ITA | EUR | SWE   | DNK | GBR | CZE | SCA ns | LVA | POL | SVN | DEU | nk   | ns   |
| 2008  | 17    | SVN | EUR | SWE 0 | DNK | GBR | CZE | SCA    | LVA | POL | ITA | DEU | 30   | 0    |